# Tenaturris gemma
Tenaturris gemma é uma espécie de gastrópode do gênero Tenaturris, pertencente a família Mangeliidae.